# Улудорук
Улудорук, Джило, още и Решко, е третата по височина планина в Турция, след Арарат и Сюпхан над езерото Ван. Намира в Турски Кюрдистан, в най-югоизточния край на страната, и в непосредствена близост до границата с Ирак и Иран.
Дължината на хребета е 30 км, а най-високият ѝ връх е четирихилядник (4136 m) /по други данни 4168 m/. Доста от върховете се издигат на над 4000 m надморска височина.
По причина, че планината е в близост до кюрдските райони на Ирак и Иран, и същевременно подходяща за партизанска дейност, през 1984 г. районът в Турски Кюрдистан е затворен за цивилни. Едва през 2002 г. е разрешено на туристи и алпинисти да посещават района, респективно и планината.
Някои приемат, че планината е най-източната извивка на Източен Тавър, част от Таврийската верига, но това е спорно. Планината е единствената от тази верига в която има ледници. В близост е до град Чьолемерик или Хакяри (Hakkari).